# 書目學

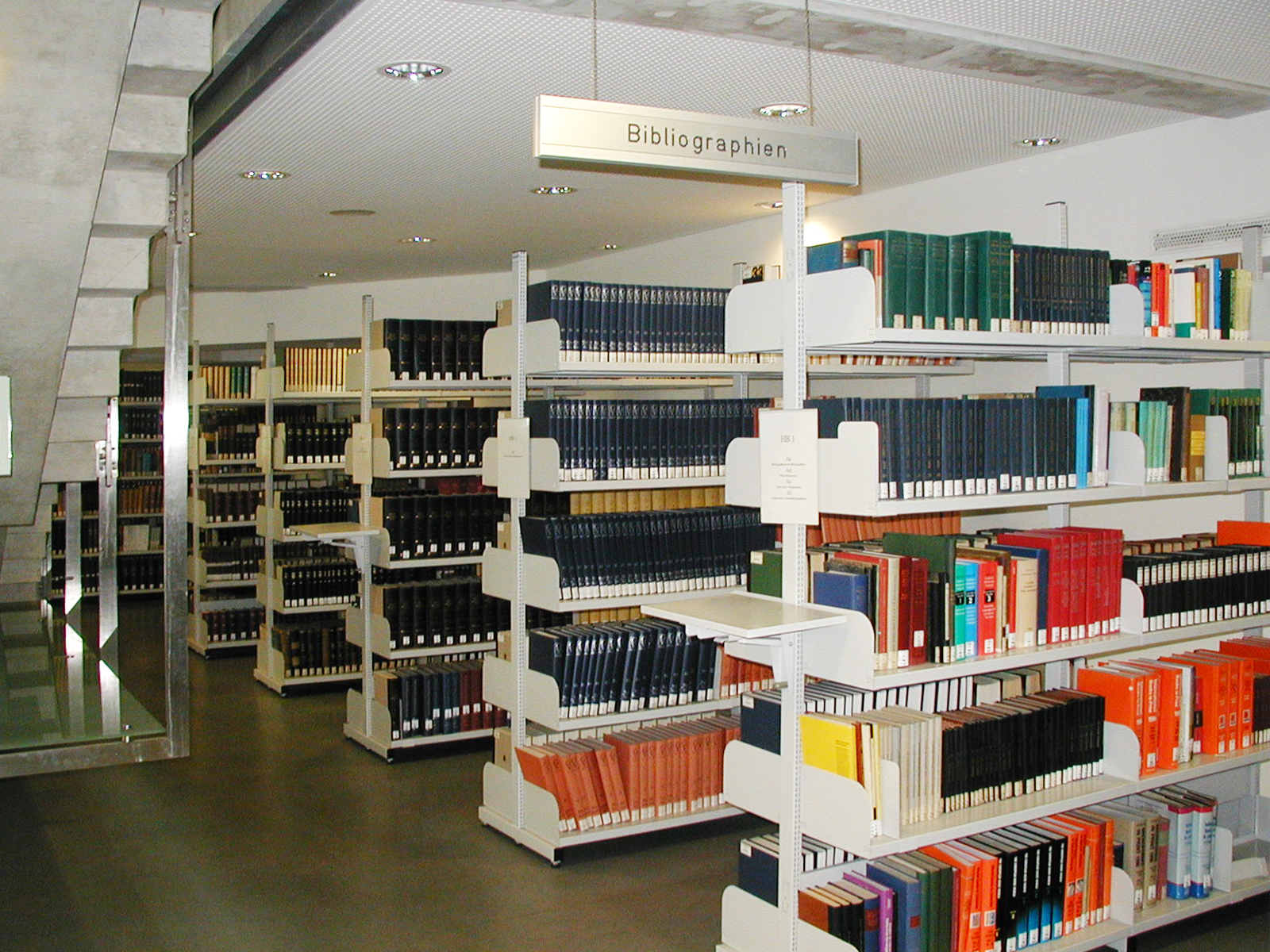
格拉茨大學圖書館的圖書編排

書目學（英語：或），又名文獻學、目錄學或書誌學，是图书馆学的一门分支学科，研究文献目录工作的一般原理及形成和发展的一般规律。

## 目錄的用處
- 可以明治學的途徑：如《四庫全書總目提要》，內容都經過選擇，讀者可以得知一個學科需要讀的書。而且每一章都有詳細的提要，從中可以判斷圖書的優劣。
- 可以得知學術的發展：要發展一個學術，要先了解前人的研究。從目錄可以得知前人曾經所研究的課題，這樣就可以避免重覆的研究，同時可以借助前人的研究成果繼續發展。
- 可以得知圖書的存佚：由於戰亂、違禁、黨爭等的關係，有不少圖書經已散佚。然而，目錄仍保存了其書名，甚至有關散佚的內容。而仍然傳存的圖書，就可以了解其所在地方。
- 可以辨別圖書的真偽：「偽書」即是書上所題的作者和真正的作者不符合，如目錄所著的作者和內容不符合，即為可疑。
- 可以得知佚藉的大概內容：部份目錄有解題，例如《文獻通考·經籍考》都是有解題的目錄，根據這些考題，就可以得知佚籍的大概內容。
- 可以得知圖書的版刻：唐宋以後，目錄都用版刻著錄，特別是藏書家的目錄，由此可以得知圖書流傳的過程。
- 可以得知一書的性質：目錄必定分類，會把不同的圖書編在一起，根據目錄的分類，就可以得知圖書的性質。
- 可以得知一書的作者和篇卷：目錄必定會著錄作者及篇卷，讀者可以從此得知篇卷的增損情形和作者的著作多寡，從中更可得知本書有否缺頁、增添等情形。[1]

## 中國目錄學
班固撰寫《汉书叙传》，始有“目录”之名。劉向、劉歆父子整理圖書，著有《別錄》、《七略》，開中國目錄學之先河。從目錄的形成及其體制來看，又可分為官修目錄、史志目錄、私人藏書目錄等三種。班固首創《漢書·藝文志》，開啟官修正史中記載目錄的先例，歷代修史者相沿此例，如《隋書·經籍志》、《舊唐書·經籍志》、《新唐書·藝文志》、《宋史·藝文志》、《明史·藝文志》等。宋代晁公武的《郡斋读书志》和陈振孙的《直斋书录解题》，均是私家目录的代表作，被誉为“目录之冠”。明代杨士奇主持编纂《文渊阁书目》，以《千字文》为顺序，从‘天”字至“往”字凡二十号五十橱，所录之书只注书名、册数，而无撰人和卷数，有的甚至连册数都不注。清代著名学者如金榜、王鸣盛、姚振宗等人的大力提倡目录学。乾隆年間四庫館臣編撰《四庫全書總目提要》，則是中國（官修）目錄書籍中的集大成之作。1939至1947年王重民鑑定整理美國國會圖書館館藏中文古籍，其成果彙集為《美國國會圖書館藏中國善本書錄》 。

### 佛經目錄
佛教自東漢由印度传入中土，即有佛经之翻译。随着年代的累积，佛经数量渐多，便有了佛经目录。佛經目錄又稱眾經目錄、一切經目錄，指記載佛典的名稱、卷帙、譯撰者和有關事項的一類佛教典籍。為了傳教需要，常常從大部佛經中抄出局部經文單獨流通，此類經典即稱為“別生經”或“抄經”。佛經目錄產生於西晉。晋怀帝永嘉末造，竺法护编撰了《众经录目》，此書早佚。南北朝时期，佛经译事活跃，佛教目录学十分发达。现存最早佛经目录为东晋道安编定之《综理众经目录》。佛经目录在中国目录学史上佔有一席之地，是古代专科目录中最完善的一种，《开元释教录》则代表了佛教文献学和佛经目录学的最高水準。

### 體例
余嘉锡认为目录学的根本意义在于“辨章学术，考镜源流”，更將目錄之書分為三類：“部類之後有小序，書名之下有解題者。”“有小序而無解題者”及“小序解題並無，祗著書名者”。。第一種既有序又有解題的目錄，“故雖書有亡失，而後之學者覽其目錄，猶可想見全書之本末。”，在學術上有很高的價值。至於宋代鄭樵《通志·藝文略》，清代張之洞《書目答問》都只記書名，無小序、解題。

## 分支
書目学的分支学科有：
- 普通書目學
- 专科書目學
- 比较書目學
- 版本書目學

## 研究書目
- 余嘉錫：《目錄學發微》（成都：巴蜀書社，1991年）.
- 王重民：《中國目錄學史論叢》（北京：中華書局，1984年）.
- 長澤規矩也 著，梅憲華 譯：《中國版本目錄學書籍解題》（北京：書目文獻出版社，1990年）.